# Grã-Bretanha nos Jogos Olímpicos de Inverno de 2018
A Grã-Bretanha participou dos Jogos Olímpicos de Inverno de 2018, realizados na cidade de Pyeongchang, na Coreia do Sul.
O país disputa as Olimpíadas de Inverno desde a primeira edição, em 1924 em Chamonix, França. Nesta edição contou com uma delegação de 58 atletas que competiram em onze esportes, sendo o maior contingente de atletas britânicos na história dos Jogos Olímpicos de Inverno.

## Medalhas
| Atleta          | Esporte            | Evento              | Medalha |
| --------------- | ------------------ | ------------------- | ------- |
| Lizzy Yarnold   | Skeleton           | Feminino            | Ouro    |
| Dominic Parsons | Skeleton           | Masculino           | Bronze  |
| Isabel Atkin    | Esqui estilo livre | Slopestyle feminino | Bronze  |
| Laura Deas      | Skeleton           | Feminino            | Bronze  |
| Billy Morgan    | Snowboard          | Big air masculino   | Bronze  |

## Desempenho

### Biatlo
Feminino
| Atleta           | Evento     | Final   | Final       | Final   |
| Atleta           | Evento     | Tempo   | Penalidades | Posição |
| ---------------- | ---------- | ------- | ----------- | ------- |
| Amanda Lightfoot | Velocidade | 24:15.3 | 3 (2+1)     | 67º     |
| Amanda Lightfoot | Individual | 49:14.7 | 6 (2+1+0+3) | 73º     |

### Bobsleigh
Feminino
| Atleta                  | Evento | Final     | Final     | Final     | Final     | Final   | Final |
| Atleta                  | Evento | Descida 1 | Descida 2 | Descida 3 | Descida 4 | Total   | Pos.  |
| ----------------------- | ------ | --------- | --------- | --------- | --------- | ------- | ----- |
| Mica McNeill Mica Moore | Duplas | 50.77     | 50.95     | 51.16     | 51.19     | 3:24.07 | 8º    |

Masculino
| Atleta                                           | Evento  | Final     | Final     | Final     | Final     | Final   | Final |
| Atleta                                           | Evento  | Descida 1 | Descida 2 | Descida 3 | Descida 4 | Total   | Pos.  |
| ------------------------------------------------ | ------- | --------- | --------- | --------- | --------- | ------- | ----- |
| Brad Hall Joel Fearon                            | Duplas  | 49.37     | 49.50     | 49.67     | 49.80     | 3:18.34 | 12º   |
| Brad Hall Greg Cackett Joel Fearon Nick Gleeson  | Equipes | 49.25     | 49.68     | 49.64     | 49.69     | 3:18.26 | 17º   |
| Lamin Deen Andrew Matthews Toby Olubi Ben Simons | Equipes | 49.44     | 49.45     | 49.66     | 49.74     | 3:18.29 | 18º   |

### Curling
| Atleta                                                              | Evento    | Primeira fase | Primeira fase | Play-off               | Semifinal              | Final                  | Pos.        |
| Atleta                                                              | Evento    | Adversário e resultado | Pos.          | Adversário e resultado | Adversário e resultado | Adversário e resultado | Pos.        |
| ------------------------------------------------------------------- | --------- | --- | ------------- | ---------------------- | ---------------------- | ---------------------- | ----------- |
| Eve Muirhead Anna Sloan Vicki Adams Lauren Gray Kelly Schafer       | Feminino  | OAR Atletas Olímpicos da Rússia V 10–3 USA Estados Unidos D 4–7 CHN China V 8–7 DEN Dinamarca V 7–6 KOR Coreia do Sul D 4–7 SWE Suécia D 6–8 SUI Suíça V 8–7 JPN Japão V 8–6 CAN Canadá V 6–5 | 3º            |                        | SWE Suécia D 5–10      | JPN Japão D 3–5        | 4º          |
| Kyle Smith Thomas Muirhead Kyle Waddell Cameron Smith Glen Muirhead | Masculino | SUI Suíça V 6–5 CAN Canadá D 4–6 JPN Japão V 6–5 SWE Suécia D 6–8 KOR Coreia do Sul D 5–11 ITA Itália V 7–6 DEN Dinamarca V 7–6 NOR Noruega V 10–3 USA Estados Unidos D 4–10                  | 4º            | SUI Suíça D 5–8        | Não avançou            | Não avançou            | Não avançou |

### Esqui alpino
Feminino
| Atleta        | Evento         | Descida 1 | Descida 2 | Total   | Pos. |
| ------------- | -------------- | --------- | --------- | ------- | ---- |
| Charlie Guest | Slalom         | 55.44     | 52.82     | 1:48.26 | 33º  |
| Alex Tilley   | Slalom         | DNF       | DNF       | DNF     | DNF  |
| Alex Tilley   | Slalom gigante | DNF       | DNF       | DNF     | DNF  |

Masculino
| Atleta        | Evento | Descida 1 | Descida 2 | Total   | Pos. |
| ------------- | ------ | --------- | --------- | ------- | ---- |
| Dave Ryding   | Slalom | 49.09     | 51.07     | 1:40.16 | 9º   |
| Laurie Taylor | Slalom | 51.08     | 52.33     | 1:43.41 | 26º  |

Misto
| Atleta                                              | Evento  | Oitavas                   | Quartas                | Semifinal              | Final                  | Final       |
| Atleta                                              | Evento  | Adversário e resultado    | Adversário e resultado | Adversário e resultado | Adversário e resultado | Pos.        |
| --------------------------------------------------- | ------- | ------------------------- | ---------------------- | ---------------------- | ---------------------- | ----------- |
| Dave Ryding Laurie Taylor Charlie Guest Alex Tilley | Equipes | USA Estados Unidos V 2*–2 | NOR Noruega D 2–2*     | Não avançou            | Não avançou            | Não avançou |

### Esqui cross-country
Feminino
| Atleta        | Evento          | Clássico | Clássico | Livre   | Livre | Final   | Final |
| Atleta        | Evento          | Tempo    | Pos.     | Tempo   | Pos.  | Tempo   | Pos.  |
| ------------- | --------------- | -------- | -------- | ------- | ----- | ------- | ----- |
| Annika Taylor | 10 km livre     |          |          |         |       | 30:52.9 | 75º   |
| Annika Taylor | 15 km skiathlon | 25:08.0  | 60º      | 22:29.6 | 59º   | 48:09.1 | 60º   |

Masculino
| Atleta                       | Evento                 | Qualificatória   | Qualificatória | Quartas       | Quartas     | Semifinal   | Semifinal   | Final       | Final       |
| Atleta                       | Evento                 | Tempo            | Pos.           | Tempo         | Pos.        | Tempo       | Pos.        | Tempo       | Pos.        |
| ---------------------------- | ---------------------- | ---------------- | -------------- | ------------- | ----------- | ----------- | ----------- | ----------- | ----------- |
| Andrew Musgrave              | 15 km livre            |                  |                |               |             |             |             | 35:51.0     | 28º         |
| Andrew Musgrave              | 30 km skiathlon        | Clássico 40:34.9 | 12º            | Livre 35:38.9 | 9º          |             |             | 1:16:45.7   | 7º          |
| Andrew Musgrave              | 50 km clássico         |                  |                |               |             |             |             | 2:20:57.9   | 37º         |
| Callum Smith                 | 15 km livre            |                  |                |               |             |             |             | 38:20.9     | 75º         |
| Callum Smith                 | 30 km skiathlon        | Clássico 44:47.1 | 61º            | Livre 38:29.6 | 45º         |             |             | 1:23:49.9   | 57º         |
| Callum Smith                 | 50 km clássico         |                  |                |               |             |             |             | 2:27:56.3   | 54º         |
| Andrew Young                 | 15 km livre            |                  |                |               |             |             |             | 37:13.1     | 57º         |
| Andrew Young                 | Velocidade individual  | 3:21.50          | 45º            | Não avançou   | Não avançou | Não avançou | Não avançou | Não avançou | Não avançou |
| Andrew Musgrave Andrew Young | Velocidade por equipes |                  |                |               |             | 16:30.62    | 15º         | Não avançou | Não avançou |

### Esqui estilo livre
Aerials
| Atleta        | Evento    | Qualificação | Qualificação | Qualificação | Qualificação | Final       | Final       | Final       | Final       | Final       | Final       |
| Atleta        | Evento    | Salto 1      | Salto 1      | Salto 2      | Salto 2      | Salto 1     | Salto 1     | Salto 2     | Salto 2     | Salto 3     | Salto 3     |
| Atleta        | Evento    | Pontos       | Pos.         | Pontos       | Pos.         | Pontos      | Pos.        | Pontos      | Pos.        | Pontos      | Pos.        |
| ------------- | --------- | ------------ | ------------ | ------------ | ------------ | ----------- | ----------- | ----------- | ----------- | ----------- | ----------- |
| Lloyd Wallace | Masculino | 73.06        | 24º          | 100.03       | 14º          | Não avançou | Não avançou | Não avançou | Não avançou | Não avançou | Não avançou |

Halfpipe
| Atleta                     | Evento    | Qualificação | Qualificação | Qualificação | Qualificação | Final       | Final       | Final       | Final       | Final       |
| Atleta                     | Evento    | Descida 1    | Descida 2    | Melhor       | Pos.         | Descida 1   | Descida 2   | Descida 3   | Melhor      | Pos.        |
| -------------------------- | --------- | ------------ | ------------ | ------------ | ------------ | ----------- | ----------- | ----------- | ----------- | ----------- |
| Rowan Cheshire             | Feminino  | 74.00        | 71.40        | 74.00        | 9º           | 75.40       | 17.80       | 13.60       | 75.40       | 7º          |
| Molly Summerhayes          | Feminino  | 60.80        | 66.00        | 66.00        | 17º          | Não avançou | Não avançou | Não avançou | Não avançou | Não avançou |
| Murray Buchan              | Masculino | 66.00        | 65.40        | 66.00        | 14º          | Não avançou | Não avançou | Não avançou | Não avançou | Não avançou |
| Alexander Glavatsky-Yeadon | Masculino | 10.80        | 15.00        | 15.00        | 26º          | Não avançou | Não avançou | Não avançou | Não avançou | Não avançou |
| Peter Speight              | Masculino | 3.80         | 64.60        | 64.60        | 15º          | Não avançou | Não avançou | Não avançou | Não avançou | Não avançou |

Ski cross
| Atleta          | Evento   | Ranqueamento | Ranqueamento | Oitavas | Quartas | Semifinal   | Final       | Final       |
| Atleta          | Evento   | Tempo        | Pos.         | Posição | Posição | Posição     | Posição     | Pos.        |
| --------------- | -------- | ------------ | ------------ | ------- | ------- | ----------- | ----------- | ----------- |
| Emily Sarsfield | Feminino | 1:18.25      | 22º          | 2º Q    | 4º      | Não avançou | Não avançou | Não avançou |

Slopestyle
| Atleta            | Evento    | Qualificação | Qualificação | Qualificação | Qualificação | Final       | Final       | Final       | Final       | Final             |
| Atleta            | Evento    | Descida 1    | Descida 2    | Melhor       | Pos.         | Descida 1   | Descida 2   | Descida 3   | Melhor      | Pos.              |
| ----------------- | --------- | ------------ | ------------ | ------------ | ------------ | ----------- | ----------- | ----------- | ----------- | ----------------- |
| Isabel Atkin      | Feminino  | 13.20        | 86.80        | 86.80        | 4º           | 68.40       | 79.40       | 84.60       | 84.60       | Medalha de bronze |
| Katie Summerhayes | Feminino  | 75.80        | 77.60        | 77.60        | 10º          | 61.40       | 71.40       | 23.20       | 71.40       | 7º                |
| Tyler Harding     | Masculino | 20.00        | 21.00        | 21.00        | 29º          | Não avançou | Não avançou | Não avançou | Não avançou | Não avançou       |
| James Woods       | Masculino | 90.20        | 19.60        | 90.20        | 8º           | 29.20       | 91.00       | 90.00       | 91.00       | 4º                |

### Luge
Masculino
| Atleta            | Evento     | Final     | Final     | Final     | Final       | Final    | Final |
| Atleta            | Evento     | Descida 1 | Descida 2 | Descida 3 | Descida 4   | Total    | Pos.  |
| ----------------- | ---------- | --------- | --------- | --------- | ----------- | -------- | ----- |
| Adam Rosen        | Individual | 48.477    | 48.410    | 48.280    | Não avançou | 2:25.167 | 22º   |
| Rupert Staudinger | Individual | 49.626    | 49.259    | 48.957    | Não avançou | 2:27.842 | 33º   |

### Patinação artística
| Atleta                         | Evento        | Programa curto | Programa curto | Programa livre | Programa livre | Total  | Total |
| Atleta                         | Evento        | Pontos         | Pos.           | Pontos         | Pos.           | Pontos | Pos.  |
| ------------------------------ | ------------- | -------------- | -------------- | -------------- | -------------- | ------ | ----- |
| Nicholas Buckland Penny Coomes | Dança no gelo | 68.36          | 10º            | 101.96         | 10º            | 170.32 | 11º   |

### Patinação de velocidade em pista curta
Feminino
| Atleta              | Evento | Preliminar | Preliminar | Quartas     | Quartas     | Semifinal   | Semifinal   | Final       | Final       |
| Atleta              | Evento | Tempo      | Pos.       | Tempo       | Pos.        | Tempo       | Pos.        | Tempo       | Pos.        |
| ------------------- | ------ | ---------- | ---------- | ----------- | ----------- | ----------- | ----------- | ----------- | ----------- |
| Elise Christie      | 500 m  | 42.872     | 1º Q       | 42.703      | 1º Q        | 43.184      | 2º QA       | 1:23.063    | 4º          |
| Elise Christie      | 1000 m | PEN        | 4º         | Não avançou | Não avançou | Não avançou | Não avançou | Não avançou | Não avançou |
| Elise Christie      | 1500 m | 2:29.316   | 1º Q       |             |             | PEN         | 5º          | Não avançou | Não avançou |
| Charlotte Gilmartin | 500 m  | PEN        | 4º         | Não avançou | Não avançou | Não avançou | Não avançou | Não avançou | Não avançou |
| Charlotte Gilmartin | 1000 m | 1:32.899   | 3º         | Não avançou | Não avançou | Não avançou | Não avançou | Não avançou | Não avançou |
| Charlotte Gilmartin | 1500 m | 2:29.005   | 3º Q       |             |             | 3:00.691    | 5º          | Não avançou | Não avançou |
| Kathryn Thomson     | 500 m  | 1:08.896   | 3º         | Não avançou | Não avançou | Não avançou | Não avançou | Não avançou | Não avançou |
| Kathryn Thomson     | 1000 m | 1:32.150   | 4º         | Não avançou | Não avançou | Não avançou | Não avançou | Não avançou | Não avançou |
| Kathryn Thomson     | 1500 m | 2:32.891   | 4º         |             |             | Não avançou | Não avançou | Não avançou | Não avançou |

Masculino
| Atleta          | Evento | Preliminar | Preliminar | Quartas     | Quartas     | Semifinal   | Semifinal   | Final       | Final       |
| Atleta          | Evento | Tempo      | Pos.       | Tempo       | Pos.        | Tempo       | Pos.        | Tempo       | Pos.        |
| --------------- | ------ | ---------- | ---------- | ----------- | ----------- | ----------- | ----------- | ----------- | ----------- |
| Joshua Cheetham | 1000 m | 1:26.223   | 3º         | Não avançou | Não avançou | Não avançou | Não avançou | Não avançou | Não avançou |
| Farrell Treacy  | 1000 m | 1:26.762   | 2º Q       | 1:25.080    | 4º          | Não avançou | Não avançou | Não avançou | Não avançou |
| Farrell Treacy  | 1500 m | DNF        | DNF        |             |             | Não avançou | Não avançou | Não avançou | Não avançou |

### Skeleton
| Atleta          | Evento    | Final     | Final     | Final     | Final     | Final   | Final             |
| Atleta          | Evento    | Descida 1 | Descida 2 | Descida 3 | Descida 4 | Total   | Pos.              |
| --------------- | --------- | --------- | --------- | --------- | --------- | ------- | ----------------- |
| Laura Deas      | Feminino  | 52.00     | 52.03     | 51.96     | 51.91     | 3:27.90 | Medalha de bronze |
| Lizzy Yarnold   | Feminino  | 51.66     | 52.30     | 51.86     | 51.46     | 3:27.28 | Medalha de ouro   |
| Dominic Parsons | Masculino | 50.85     | 50.41     | 50.33     | 50.61     | 3:22.20 | Medalha de bronze |
| Jerry Rice      | Masculino | 51.06     | 51.15     | 51.04     | 50.99     | 3:24.24 | 10º               |

### Snowboard
Livre
| Atleta         | Evento               | Qualificação | Qualificação | Qualificação | Qualificação | Final       | Final       | Final       | Final        | Final             |
| Atleta         | Evento               | Descida 1    | Descida 2    | Melhor       | Pos.         | Descida 1   | Descida 2   | Descida 3   | Total/Melhor | Pos.              |
| -------------- | -------------------- | ------------ | ------------ | ------------ | ------------ | ----------- | ----------- | ----------- | ------------ | ----------------- |
| Aimee Fuller   | Big air feminino     | 25.00        | 14.25        | 25.00        | 25º          | Não avançou | Não avançou | Não avançou | Não avançou  | Não avançou       |
| Aimee Fuller   | Slopestyle feminino  | Cancelado    | Cancelado    | Cancelado    | Cancelado    | 34.63       | 41.43       | CAN         | 41.43        | 17º               |
| Rowan Coultas  | Big air masculino    | 81.00        | 84.50        | 84.50        | 8º           | Não avançou | Não avançou | Não avançou | Não avançou  | Não avançou       |
| Rowan Coultas  | Slopestyle masculino | 23.20        | 23.58        | 23.58        | 18º          | Não avançou | Não avançou | Não avançou | Não avançou  | Não avançou       |
| Billy Morgan   | Big air masculino    | 87.50        | 90.50        | 90.50        | 6º Q         | JNS         | 82.50       | 85.50       | 168.00       | Medalha de bronze |
| Billy Morgan   | Slopestyle masculino | 56.40        | 37.55        | 56.40        | 10º          | Não avançou | Não avançou | Não avançou | Não avançou  | Não avançou       |
| Jamie Nicholls | Big air masculino    | 30.00        | 81.25        | 81.25        | 11º          | Não avançou | Não avançou | Não avançou | Não avançou  | Não avançou       |
| Jamie Nicholls | Slopestyle masculino | 71.56        | 36.90        | 71.56        | 8º           | Não avançou | Não avançou | Não avançou | Não avançou  | Não avançou       |

Snowboard cross
| Atleta             | Evento   | Ranqueamento | Ranqueamento | Ranqueamento | Ranqueamento | Ranqueamento | Ranqueamento | Quartas | Semifinal   | Final       | Final       |
| Atleta             | Evento   | Descida 1    | Descida 1    | Descida 2    | Descida 2    | Melhor       | Pos.         | Quartas | Semifinal   | Final       | Final       |
| Atleta             | Evento   | Tempo        | Pos.         | Tempo        | Pos.         | Melhor       | Pos.         | Posição | Posição     | Posição     | Pos.        |
| ------------------ | -------- | ------------ | ------------ | ------------ | ------------ | ------------ | ------------ | ------- | ----------- | ----------- | ----------- |
| Zoe Gillings-Brier | Feminino | 1:20.99      | 14º          | 1:20.84      | 5º           | 1:20.84      | 17º          | 4º      | Não avançou | Não avançou | Não avançou |

Legenda
| Recorde mundial      | Recorde mundial (World record)               |                       | Recorde africano                      | Recorde africano (African) |                                           | Q | Classificado por posição (Qualified) |
| Recorde olímpico     | Recorde olímpico (Olympic record)            | Recorde da América    | Recorde da América (Americas)         | q                          | Classificado por melhor tempo (Qualified) |   |                                      |
| Melhor marca do ano  | Melhor marca do ano (World leading)          | Recorde asiático      | Recorde asiático (Asian)              | DNS                        | Não largou (Did not start)                |   |                                      |
| Recorde nacional     | Recorde nacional (National record)           | Recorde europeu       | Recorde europeu (European)            | DNF                        | Não terminou (Did not finish)             |   |                                      |
| Recorde pessoal      | Recorde pessoal do atleta (Personal best)    | Recorde da Oceania    | Recorde da Oceania (Oceania)          | DSQ / DQ                   | Desclassificado (Disqualified)            |   |                                      |
| Recorde da temporada | Recorde da temporada do atleta (Season best) | Recorde sul-americano | Recorde sul-americano (South America) | NM                         | Sem marca (No mark)                       |   |                                      |

### Patinação de velocidade
| Recorde de pista | Recorde da pista (Track record)               |  |  |
| QA               | Classificado para a final A                   |  |  |
| QB               | Classificado para a final B                   |  |  |
| ADV              | Classificado após decisão arbitral (Advanced) |  |  |
| PEN              | Pênalti                                       |  |  |
| YC               | Cartão amarelo (Yellow Card)                  |  |  |